# Die Frau vom guten Rat
Die Frau vom guten Rat. Eine Erzählung aus dem Spätsommer 1947 ist eine Erzählung von Hans Carossa.  Der Titel spielt auf die Anrufung Mariens als Mutter vom guten Rat an.

## Handlung
Ein älteres Ehepaar lebt in seinem kleinen Haus außerhalb einer größeren bayrischen Stadt: der Mythen- und Sagenforscher Doktor Kassian und seine Frau Martina Kassian. Ihr Sohn ist im Krieg verschollen, die Tochter Elisabeth studiert in einer anderen Stadt Naturwissenschaften. Bei dem Paar lebt auch die 14-jährige Heidi, die bei einem Bombenangriff, bei dem ihre Eltern ums Leben kamen, ihren linken Arm verlor. Trotz dieser Behinderung hilft sie den Kassians viel im Haushalt. Während Doktor Kassian viel Zeit in der Bibliothek verbringt, füllt Martina ihre Tage damit aus, anderen (oft fremden) Menschen, die in Notlagen geraten sind, zu helfen und zu beraten. Sie führt eine Kartei, in der sie alle Probleme, die sie schon für andere gelöst hat, notiert.
Eines Tages trifft Doktor Kassian auf dem Rückweg von der Bibliothek einen alten Freund, den Oberst Sutor. Dieser wurde vor kurzem aus der Kriegsgefangenschaft entlassen. In seinem großen Haus darf er mit seiner Frau aber nur noch zwei kleine Zimmer bewohnen, der Rest wurde beschlagnahmt, um Flüchtlinge einzuquartieren. Kassian begleitet Sutor nach Hause, wo dieser sich einen Raum als Werkstatt eingerichtet hat und sich mit dem Drechseln von Knöpfen, Dosen und anderen Gegenständen etwas Geld verdient. Seine Frau Paula gibt Geigenunterricht. Im Treppenhaus treffen sie auf Priscilla, genannt Priska, eine junge Lehrerin aus dem Sudetenland, die sich auf dem Weg zu einer Schule macht, wo sie eine neue Stelle antreten wird.
Sutor will Kassian nach Hause begleiten, sie machen sich auf dem Weg aus der Stadt heraus. Priska, die ihnen gefolgt ist, erzählt ihnen von einem Unglück, das sich gerade in der Stadt ereignete: Eine junge Frau fiel auf einer noch nicht fertig gebauten Brücke durch ein Loch und ertrank im Fluss. Als die drei durch einen Wald laufen, bemerken sie auf einem Hochsitz zwei Jungen, die sich vor ihnen verstecken. Sie scheinen Angst zu haben, folgen den ihnen aber dann doch. Priska erzählt den anderen deren Geschichte, die sich gerüchteweise in der Stadt verbreitet hat: Sie heißen Peter und Giselbert, sind ebenfalls Flüchtlinge, und ihre Eltern sind an Typhus gestorben. Sie kamen zunächst in eine Internatsschule und wurden dann von vier Bäuerinnen aufgenommen. Die vier Bäuerinnen sind Schwestern, und da keine von ihnen verheiratet ist, bewirtschaften sie ihren Hof gemeinsam. Als jedoch Beamte aus dem Herkunftsland der Jungen bei der Internatsschule nach ihnen fragen, um sie in ihr Land zurückzubringen, warnt die Leiterin der Schule die Bäuerinnen, damit sie die Jungen verstecken können. Und so müssen die Jungen den ganzen Tag im Wald verbringen und werden erst am Abend von ihren Pflegemüttern wieder abgeholt.
So wandern sie zu fünft weiter und rasten an dem See, an dem Peter und Giselbert abgeholt werden sollen. Dort treffen sie auf eine verarmte slowakische Familie, die zusammen mit den Deutschen aus ihrem Land vertrieben wurde, weil der Vater als Gutsverwalter für Deutsche gearbeitet hatte. Die Eltern hoffen immer noch, bald nach Hause zurückkehren zu können. Der 19-jährige Sohn ist ein begabter Musiker, musste aber sein Cello zurücklassen. Er ist durch die Flucht, eine zeitweilige Trennung von den Eltern und Lagerhaft traumatisiert und verhält sich den anderen gegenüber sehr schüchtern. Alle bieten ihnen Trost und Hilfe an, sogar die Kinder geben ihnen Steinpilze, die sie im Wald gesammelt haben.
Die vier Bäuerinnen kommen freudig erregt am See an und verkünden, dass ihr Versuch, Peter und Giselbert zu adoptieren, erfolgreich war und nun niemand sie ihnen wegnehmen kann. Bei den dafür notwendigen Behördengängen half ihnen eine Frau, deren Namen sie vergessen haben, die aber bei allen in der Stadt als die Frau vom guten Rat bekannt ist. Kassian erkennt, dass es sich dabei um seine Frau handelt. Obwohl die Bäuerinnen die anderen Anwesenden gar nicht kennen, laden sie alle ein, später auf ihrem Hof die Adoption mit ihnen zu feiern. Alle brechen nun auf, und als Kassian nach Hause zurückkehrt, hat Martina gute Nachrichten: Der Sohn schrieb eine Postkarte aus einem Lazarett, hat also den Krieg überlebt. Sie erzählt, dass sie morgen wegen einer Adoptionssache noch etwas in der Stadt zu erledigen habe, und scheint enttäuscht, diesem „Fall“ in ihrer Kartei noch nicht als erledigt markieren zu können. Umso überraschter ist sie, dass ihr Mann von dem Fall weiß und ihr berichten kann, dass die Adoption schon erfolgreich war.
Außerdem kam ein großes Paket aus Chile an, das Lebensmittel, Verbandszeug und viele andere nützliche Dinge enthält. Es stammt von einem Arzt, dem Kassian vor vielen Jahren einmal geholfen hat, und der auf der Flucht vor den Nazis sich inzwischen in Chile niedergelassen hat. Während sie das Paket auspacken, hören sie unten in der Küche Geräusche und vermuten einen Einbrecher. Sie lassen ihn zunächst gewähren, da sie sowieso keine Wertsachen haben und auf Besitz keinen Wert legen. Als er aber vor Schmerzen stöhnt, gehen sie hinunter und entdecken, dass er sich am Zaun das Bein verletzt hat und stark blutet. Sie rufen nicht die Polizei, sondern verbinden ihm die Wunde, geben ihm zu essen und lassen ihn in der Küche ausruhen. Sie vertrauen ihm, weil er nicht wie ein professioneller Einbrecher wirkt. Während sie oben auf einen ereignisreichen Tag und ein ebensolches gemeinsames Leben zurückblicken, hören sie, wie der Einbrecher unten das Haus verlässt.

## Thematik
Den historischen Kontext der Geschichte bildet die Nachkriegszeit in Deutschland sowie die Vertreibung der Deutschen aus der Tschechoslowakei 1945/46. Als Hauptthema der Geschichte kann die Nächstenliebe angesehen werden: Alle Personen in der Geschichte helfen einander, Probleme und Notsituationen zu bewältigen.

## Editionsgeschichte
Laut einer Rezension in der Zeit veröffentlichte Carossa die Geschichte unter dem Titel Ein Tag im Spätsommer 1947 schon 1951 als Anhang zu seiner Autobiographie Ungleiche Welten. Die erste Einzelveröffentlichung, nun unter dem Titel Die Frau vom guten Rat, erfolgte 1956 im Insel-Verlag. Die zweite (11.–20. Tausend) und dritte Auflage (21.–27. Tausend) erschienen 1957 und 1960.